# Peromyscus guardia
Peromyscus guardia är en däggdjursart som beskrevs av Townsend 1912. Peromyscus guardia ingår i släktet hjortråttor, och familjen hamsterartade gnagare. Inga underarter finns listade i Catalogue of Life.
Arten blir utan svans 96 till 100 mm lång, svanslängden är 93 till 123 mm, bakfötterna är 23 till 25 mm långa och öronen är 20 till 23 mm stora. Viktuppgifter saknas. Pälsen har på ovansidan en gråbrun färg och undersidan bär vitaktig päls. På svansen finns endast glest fördelade hår. Svansens undersida är lite ljusare än ovansidan. Typisk är stora öron som nästan saknar hår.
Denna gnagare hittades på Isla Ángel de la Guarda (Mexiko) samt på mindre öar som likaså ligger i Californiaviken. Landskapet på öarna kännetecknas främst av öken med några buskar. Peromyscus guardia var under 1960-talet vanligt förekommande men fram till 1990-talet var den nästan utrotad. Fortplantningen sker under våren.
Beståndet hotas av introducerade katter och andra gnagare som utgör konkurrenter. Antagligen införs ännu fler främmande djur när turismen ökar. Det senaste fyndet är från 1993 där två individer registrerades. IUCN kategoriserar arten globalt som akut hotad.